# 아흐메드 무힛딘 피리 레이스

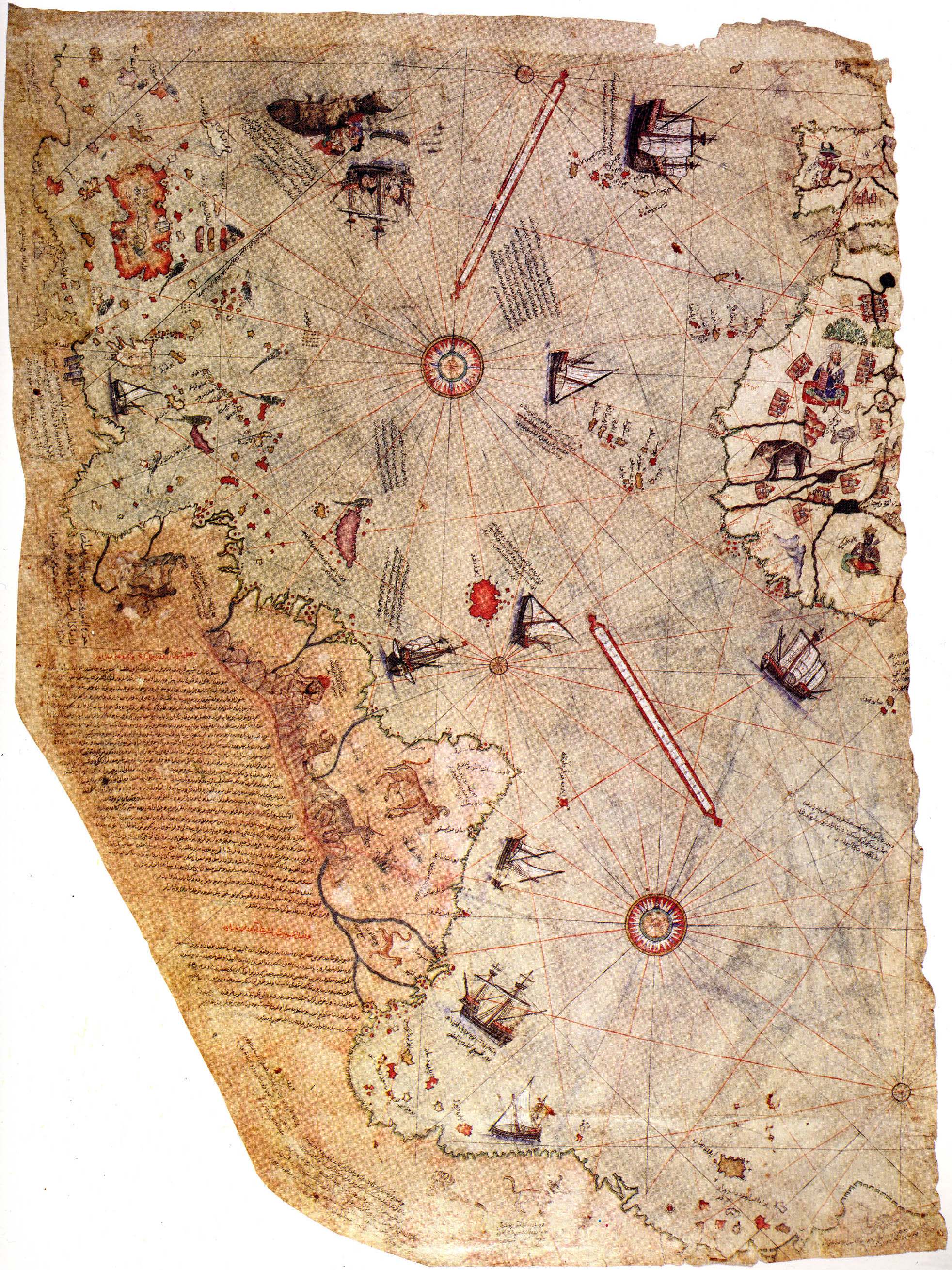
피리 레이스의 지도의 일부.

아흐메드 무힛딘 피리 제독(Ahmed Muhiddin Pîrî Reis, 1465년 ~ 1553년)는 오스만 제국의 해군 제독이자 지도 제작자이다. 16세기 무렵의 지도들 중에서 당시까지의 가장 정확한 아메리카의 지도를 그려낸 것으로 유명한 인물이다.

## 생애
다르다넬스 해협에 접한 항구도시 겔리볼루(갈리폴리)의 출신으로, 본명은 아흐메트 무힛딘이며 흔히 말하는 레이스는 「선장」을 의미하는 오스만 제국에서의 「함대 제독」에 대한 경칭이다. 아버지인 하지 메흐메트의 사후, 숙부로 오스만 제국 함대의 제독이었던 케말 레이스에 의해 오스만 제국 해군의 군인이 되었다. 젊은 무렵 숙부에 따라서 스페인에 병합되고 있던 안달루시아의 이슬람교도들을 구원하기 위해 이베리아에 파견된 함대에게 참가했다고 한다.
1499년부터 1502년까지 계속 된 오스만 제국과 베네치아 공화국의 전쟁에 참가, 시칠리아섬, 코르시카섬, 사르데냐섬, 프랑스 남해안 등의 해역 작전에 종사해, 드디어 레이스의 칭호가 주어졌다. 1516년부터 1517년에는 시리아, 이집트 해역에 출동해, 셀림 1세의 맘루크 왕조 정복을 도왔고, 1522년에는 쉴레이만 1세의 로도스원정에도 참가했다. 발바롯사 하이레딘 파샤가 제국 해군 사령관이 되면서, 그 휘하의 제독으로서 활약한다.
1547년, 노련한 제독이 되어 있던 피리 레이스는 쉴레이만 1세에 의해서 홍해에 주둔하는 인도양 방면 함대의 사령관으로 임명되어 1551년에 에덴을 정복, 아라비아해, 페르시아만에 출동해 호르무즈 해협, 무스카트 연안 등지에서 작전을 실행하며 포르투갈의 중동진출을 견제했다. 그러나, 페르시아만의 바스라 근해에 포르투갈 함대가 나타났다는 정보를 믿고 출격했는데 현재 바레인 근해에서 갤리선 한 척을 침몰시키고 공격을 중지해 버렸으므로 나중에 전선 도피의 책임을 추궁받아 체포되어 1553년, 쉴레이만 1세의 명에 의해 카이로에서 처형되었다.
피리 레이스는 해군 군인으로서의 직무를 수행함과 동시에 상세한 세계 지도와 항해 안내서를 작성해 오스만 제국 술탄에게 헌정하여, 함대 사령관으로서보다도 지도 작성자로서 후세에 이름을 남겼다. 그의 세계 지도는 각각 1513년과 1526년의 기년을 가지는 2종류의 조각난 편지나 문장들로 현존하며, 모두 아메리카 대륙을 상세하게 그리고 있는 것으로 높은 평가를 받고 있다. 또, 1521년과 1526년의 기년을 가지는 2개의 사본이 전존하는 항해 안내서 「해양의 책」에는, 에게해로부터 지중해 전역에 걸치는 모든 해역에 도착하고, 해역마다 200도 이상의 상세한 항해 지도와 해역의 항행법, 역사, 지리정보 등을 적고 있어서 당시의 군사서, 지리서, 역사서로 매우 높게 평가되고 있다.

## 대중문화 속의 등장
1993년, 일본의 게임 제작사인 코에이에서 발매한 대항해시대2에서 필리 레이스라는 이름으로 등장한다.
2011년에 유비소프트에서 발매한 어쌔신 크리드: 리벨레이션에서 또한 등장하였다.

## 같이 보기
- 오스만 해군